# Jamaica, Land We Love

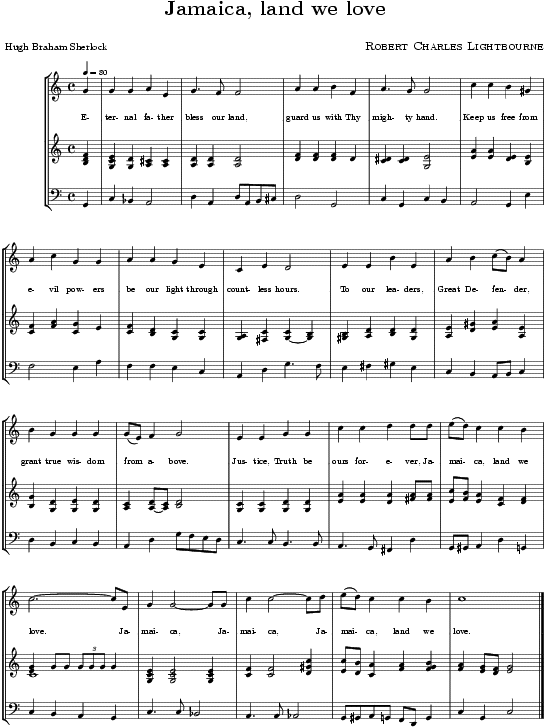
Notenblatt der Hymne

Jamaica, Land We Love ist neben der Königshymne God Save the King, die Nationalhymne von Jamaika.
Der Text stammt von Hugh Sherlock, die Musik von Robert Lightbourne. Text und Musik sind unabhängig voneinander entstanden und wurden von Mapletoft Poulle zu einem Lied zusammengefügt. Das Stück wurde nach einem im September 1961 öffentlich ausgeschriebenen Wettbewerb durch einen Beschluss des Repräsentantenhauses vom 19. Juli 1962  mit der Unabhängigkeit von Großbritannien zur Nationalhymne Jamaikas.

## Text
Eternal Father bless our land,
Guard us with Thy mighty hand;
Keep us free from evil pow’rs,
Be our light through countless hours.
To our leaders, Great Defender,
Grant true wisdom from above,
Justice, Truth be ours forever,
Jamaica, land we love,
Jamaica, Jamaica, Jamaica, land we love.
Teach us true respect for all,
Stir response to duty’s call;
Strengthen us the weak to cherish,
Give us vision lest we perish,
Knowledge send us, heavenly Father,
Grant true wisdom from above.
Justice, Truth be ours forever,
Jamaica, land we love,
Jamaica, Jamaica, Jamaica, land we love
Übersetzung
Ewiger Herr, segne unser Land
Behüte uns mit deiner mächtigen Hand
Schütze uns vor bösen Mächten
Sei unser Licht auf ewige Zeit
Unseren Führern, großer Beschützer
Gewähre wahre Weisheit von oben
Gerechtigkeit, Wahrheit sei für immer unsers
Jamaika, Land, das wir lieben
Jamaika, Jamaika, Jamaika, Land, das wir lieben
Bring uns wahren Respekt bei
Errege Resonanz, wenn die Pflicht ruft
Stärke uns, um die Schwachen zu lieben
Gib uns eine Vorstellung, damit wir nicht zugrunde gehen
Schenk uns Kenntnis, himmlischer Herr
Gewähre wahre Weisheit von oben
Gerechtigkeit, Wahrheit sei für immer unsers
Jamaika, Land, das wir lieben
Jamaika, Jamaika, Jamaika, Land, das wir lieben
In der ursprünglichen Version stand in der zweiten Zeile das Wort Guide anstelle von Guard.